# Afobaka Airstrip
Afobaka Airstrip (ICAO: SMAF) is een klein vliegveldje in het Surinaamse district Brokopondo. Het ligt in de buurt van het dorp Afobaka en bij de Afobakadam die het Brokopondostuwmeer afsluit.